# 柳馬場通

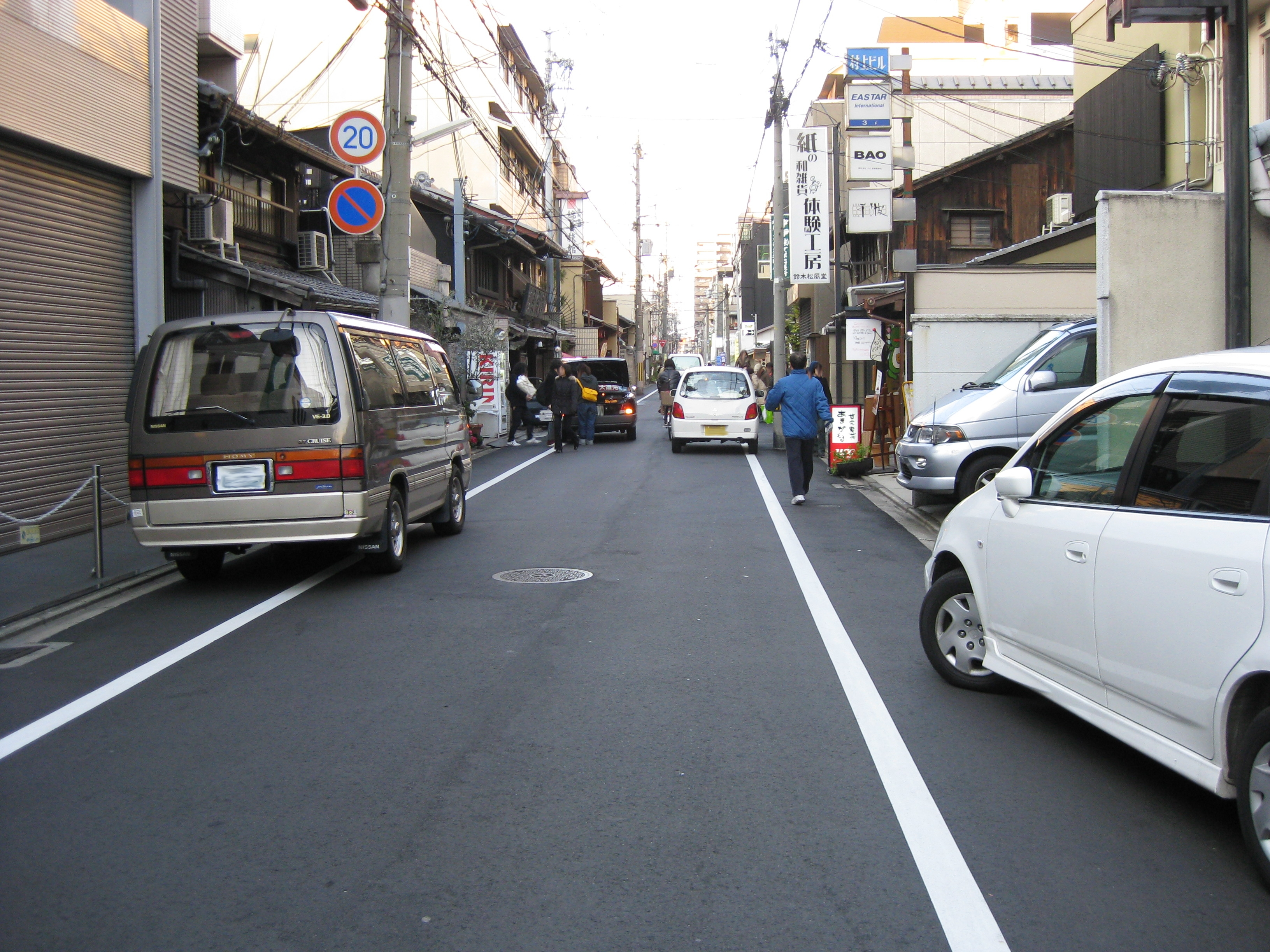
柳馬場通

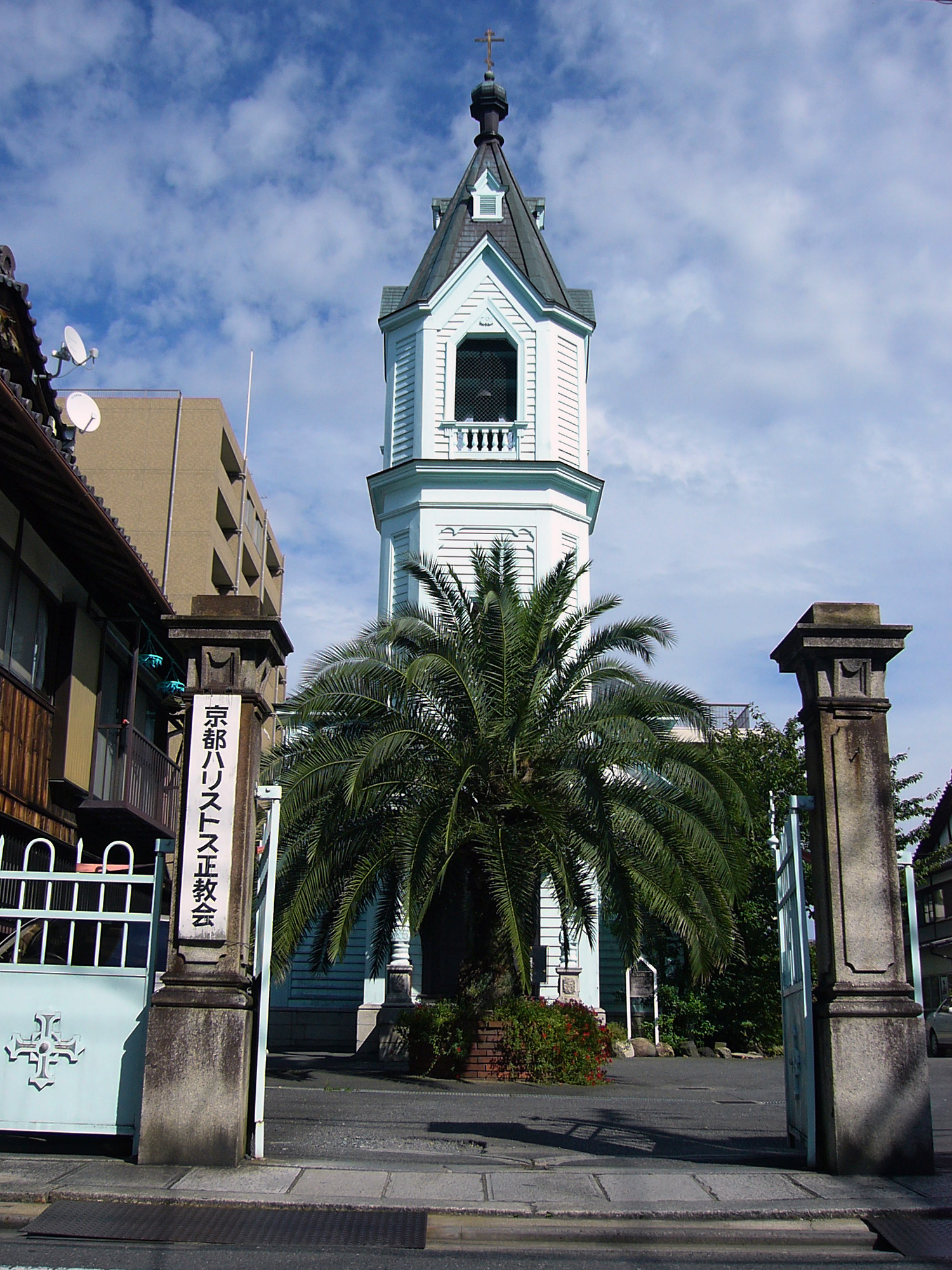
京都ハリストス正教会

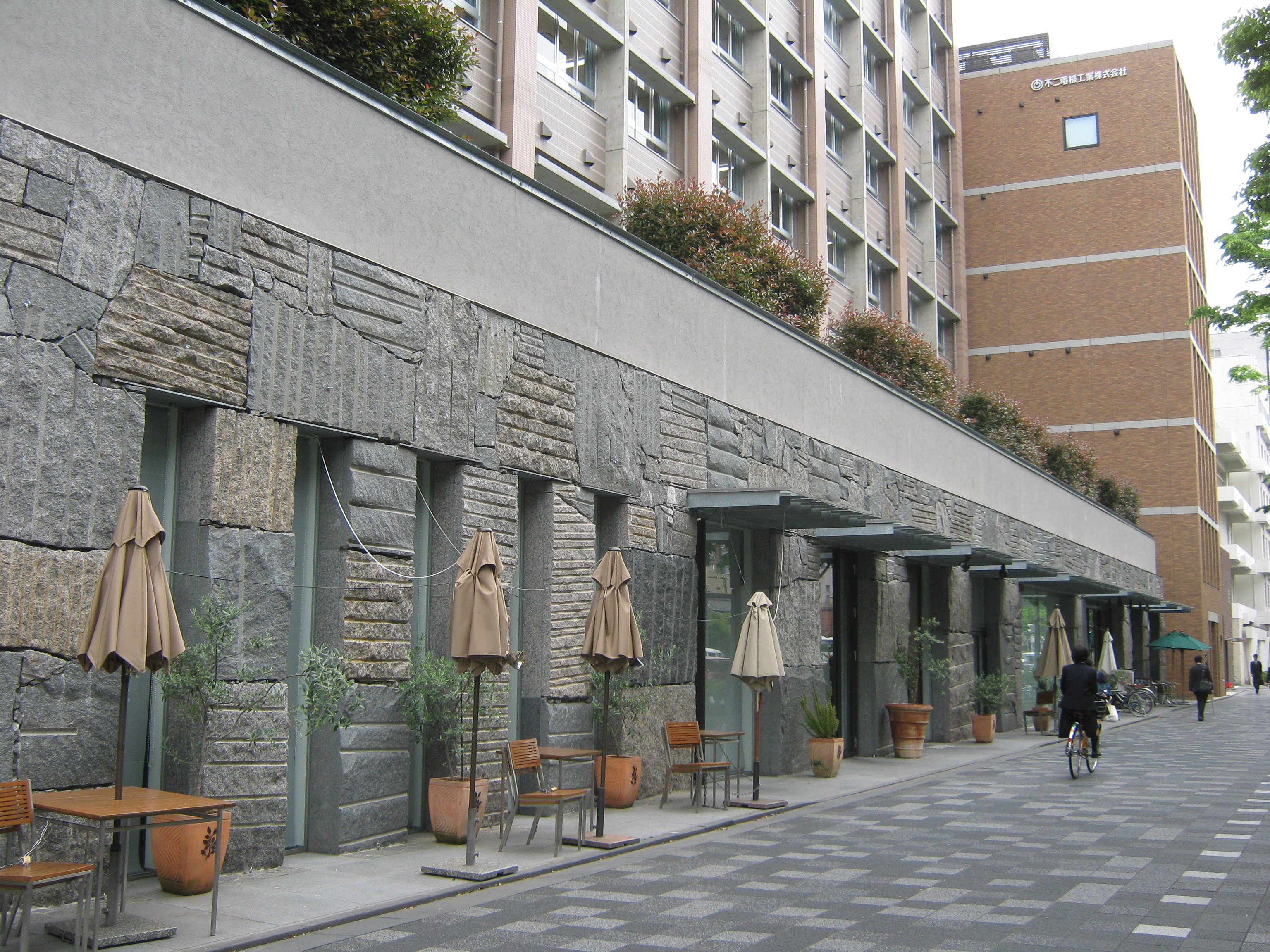
創生館

柳馬場通（やなぎのばんばどおり）は、京都市内の南北の通りの一つ。北は丸太町通から南は五条通まで。平安京の万里小路（までのこうじ）にあたる。

## 由来
1589年（天正17年）、二条通との交差点付近に『二条柳町』という、京都一、言い換えれば当時日本一の遊廓が設けられた。これは豊臣秀吉の肝いりであったとされ、その周りには綺麗な柳の並木が形成されていたらしい。しかし、この遊廓は1602年（慶長7年）に二条城の造営に伴って六条に移転した。その跡地で1604年（慶長9年）の豊国祭臨時祭礼において大規模な馬揃えが行なわれ、これが通り名の由来となった。

## 沿革
平安時代には通りの北域は紀貫之邸が、南には河原院（源融邸）という広大な邸宅があった。中世に入ると、足利将軍家の邸宅街となった。二代将軍足利義詮は錦小路に、三代将軍足利義満は三条通に、四代将軍足利義持も一時六角通に邸宅を構えていたのである。江戸時代に入ってもその名残はあり、有馬藩、小笠原藩、米沢の上杉藩、秋田の佐竹藩の各京屋敷があった。

## 沿道の主な施設
- 京都御苑
- 京都地方裁判所 - 丸太町通
- 京都ハリストス正教会 - 夷川通下ル
- 中京税務署 - 二条通下ル
- 京都御池創生館（京都御池中学校） - 御池通北東角
- 朝日新聞京都総局 - 御池通南西角
- 京都YMCA - 三条通
- 京都信用金庫本店 - 四条通
- 錦市場